# Domingo Germán Sáiz Villegas
Domingo Germán Sáiz Villegas, conegut com a Fede Sáiz, (Molledo, Cantàbria, 8 de juny de 1912 - ibídem, 24 d'abril de 1989) va ser un futbolista càntabre que jugava a la demarcació de davanter.

## Trajectòria
Fede Sáiz va debutar com a futbolista professional en el recentment ascendit Deportivo Alavés de la Primera Divisió espanyola. Va debutar contra la Reial Societat a Atocha (2-2). Hi va romandre dues temporades, abandonant el club per signar per la Reial Societat l'any 1932, encara que finalment va fitxar pel Sevilla CF de la Segona Divisió espanyola.
Al club sevillista va viure la ràpida transformació del club, que després de l'ascens de la temporada 1933-34 va passar a ser un clàssic de la primera divisió i guanyar dues copes: la Copa del President de la República de Futbol de 1935 contra el CE Sabadell FC i el Trofeu del Generalíssim de futbol 1939 contra el Racing Club de Ferrol. Durant aquesta etapa es va convertir al costat de Guillermo Campanal en els primers internacionals amb la selecció espanyola del Sevilla CF. Amb la selecció va disputar un partit contra la selecció d'Itàlia en la Copa del Món de futbol de 1934.
En l'època de la Guerra Civil, l'inici el va sorprendre al País Basc, on va disputar partits amistosos amb el Deportivo Alavés juntament amb altres jugadors en la seva situació com ara Epelde (Sevilla CF) o José Mardones i Jacinto Quincoces (Reial Madrid CF). Finalment, el 1941, va penjar les botes.

## Palmarès
Sevilla FC
- Segona Divisió: 1933-1934
- 2 copes d'Espanya: 1934-1935 i 1938-1939.